# Madeline Heiner
Madeline Heiner, född 15 maj 1987, är en australisk friidrottare. Hon deltog vid olympiska sommarspelen 2016.